# Département d'Iruya
Le département d'Iruya est une des 23 subdivisions de la province de Salta, en Argentine. Son chef-lieu est la jolie petite ville d'Iruya.
Sa superficie est de 3 515 km2. Le département comptait 6 368 habitants en 2001, soit une densité de 1,8 hab./km2. Selon les estimations de l'INDEC, en 2005 il avait 7 965 habitants.

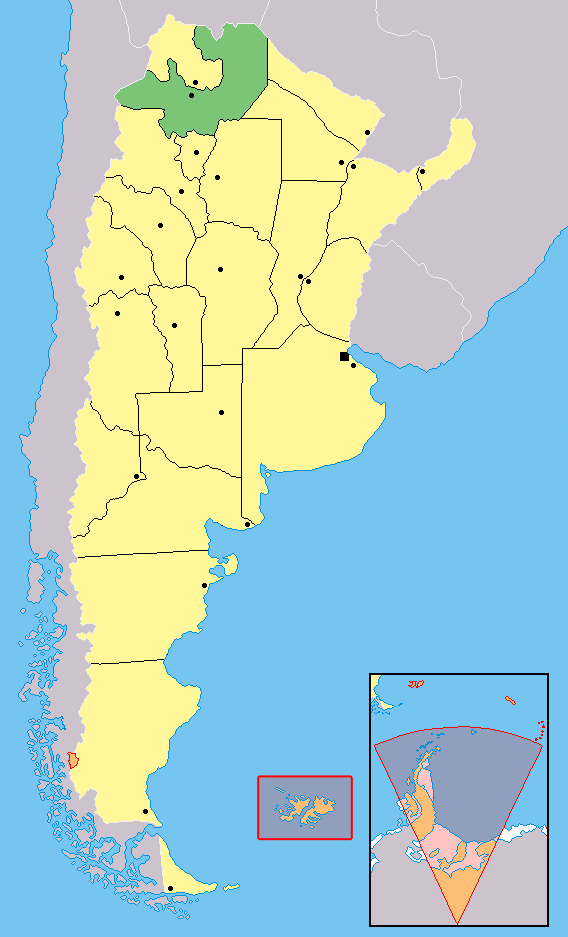
Localisation de la province de Salta en Argentine